# Thierry Hermès
Thierry Hermès (1801-1878), va néixer a Krefeld (Prússia) quedant orfe amb quinze anys. Va fundar en el 1837 un taller d'arnesos i guarniments eqüestres que és amb el que els anys va donar peu a la marca Hermès, en l'actualitat coneguda per les seves bosses en cuir, mocadors, perfums, corbates i costoses maletes.
Hermès gaudeix d'un gran prestigi internacional i és reconeguda pel seu logotip format per un cavall lligat a un carruatge i un guinet dret davant del cavall. Els seus productes només són disponibles a les autèntiques botigues Hermès i a través del seu web oficial.